# ديفيد سيروتي
ديفيد سيروتي (بالإسبانية: David Cerutti) هو لاعب كرة قدم أرجنتيني في مركز الهجوم، ولد في 20 سبتمبر 1974 في Morteros ‏ في الأرجنتين. لعب مع تشاكاريتا جيونيورز وذي سترونغيست وسارمينتو دي خونين ونادي أتليتيكو بيلغرانو ونادي سان خوسيه.

## وصلات خارجية
- ديفيد سيروتي على موقع إي إس بي إن إف سي (الإنجليزية)
- ديفيد سيروتي على موقع قاعدة بيانات كرة القدم.إي يو (الإنجليزية)